# مسجد توسلی

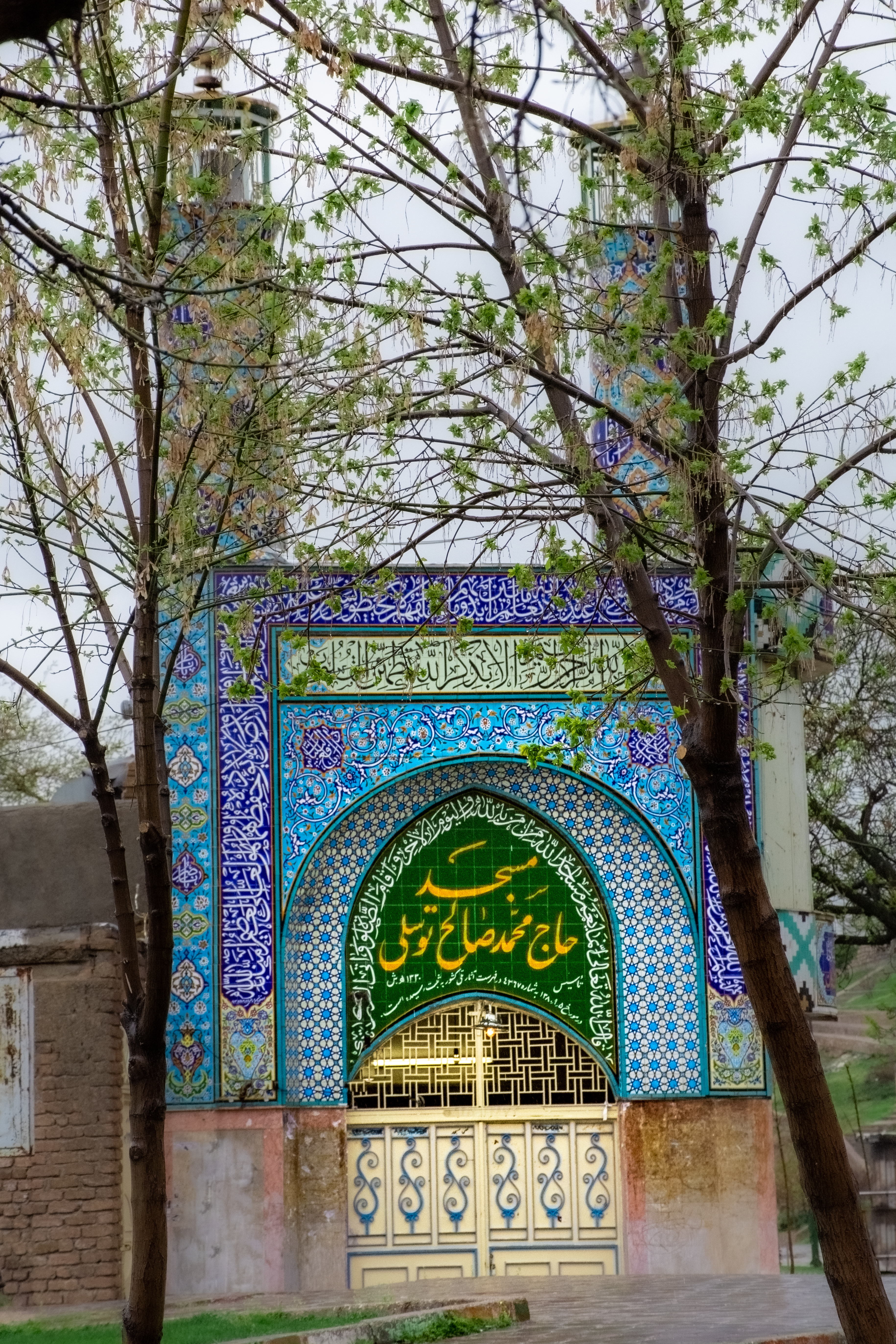
نمای بیرونی مسجد توسلی

مسجد توسلی مربوط به دوره قاجار است و در خرم‌آباد، تلاقی خیابان حافظ و باستان، روبروی زورخانه طیب واقع شده و این اثر در تاریخ ۵ آذر ۱۳۸۰ با شمارهٔ ثبت ۴۳۶۷ به‌عنوان یکی از آثار ملی ایران به ثبت رسیده است.

## منابع

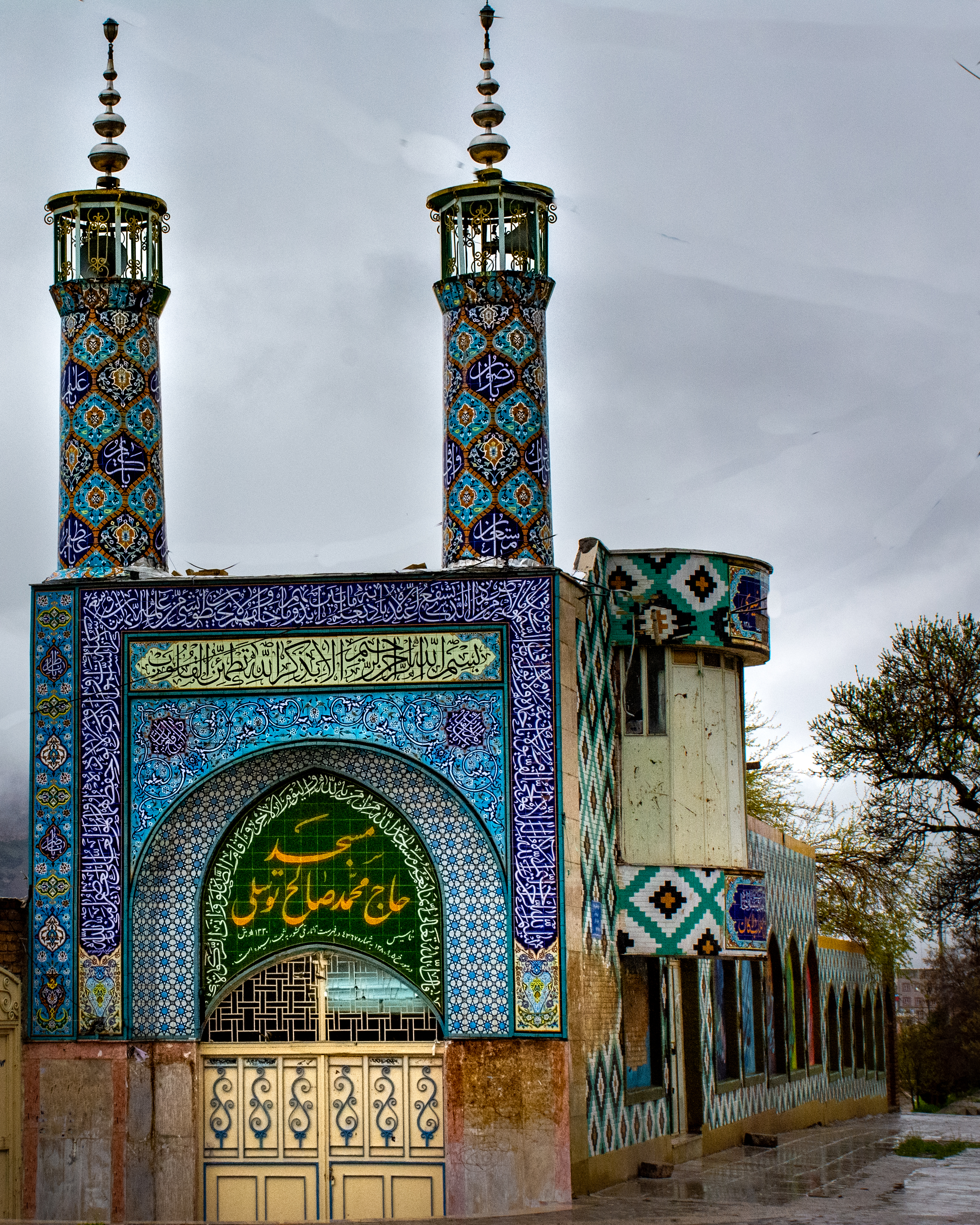
نمای بیرونی مسجد توسلی